# Pehen-Ptah
Pehen-Ptah (nach abweichender Lesung auch Ptah-Pehen) ist der Name eines hohen Beamten des Alten Ägyptens, der während der zweiten Hälfte der 2. Dynastie oder zu Beginn der 3. Dynastie lebte und wirkte. Er ist nur durch Ritz- und Tinteninschriften auf Gefäßen und Gefäßfragmenten bekannt. Sein Grab wurde bislang nicht gefunden.

## Name
Der Name von Pehen-Ptah ist auf mindestens 21 Gefäßfragmenten belegt, die in den unterirdischen Galerien der Djoser-Pyramide in Sakkara entdeckt wurden. Sein Name ist von gewissem Interesse für die Ägyptologie, weil er nach Meinung einiger Forschenden mit dem Namen des Gottes Ptah verbunden ist.
Pḥn-Ptḥ = Pehen-Ptah kann nicht vollständig und damit schlüssig übersetzt werden, da die Bedeutung des Verbs pḥn bis heute nicht bekannt ist. Einige Ägyptologen lesen den Namen Pḥ-n-Ptḥ, wobei sie mit der Abtrennung des n andeuten, dass es sich um eine spezielle Form des Verbs pḥ „erreichen“ handeln könnte, ohne aber eine Übersetzung anzugeben. In allen Fällen bis auf einen wird Ptḥ entgegen der Leserichtung, also rückläufig geschrieben, wäre also eigentlich ḥpt zu lesen. Dennoch wurde es als Ptah interpretiert und danach in der Form auch von anderen Autoren übernommen.
Ägyptologen, die sich speziell mit der Frühzeit beschäftigt haben, kommen zu einer abweichenden Ansicht: Peter Kaplony liest den Namen Nj-ḥp(t)-Ptḥ und übersetzt ihn mit „Das Ruder gehört dem Ptah“ oder „Der Apis (Ḥp) gehört dem Ptah“. Wolfgang Helck macht daraus Nḥptj-Ptḥ mit der Deutung „Drillbohrer des Ptah“. und bei Sydney H. Aufrère findet man den Hinweis: „Ces vases ne mentionnent pas le nom de Ptah (...) mais il s’agit du nom Nj-ḥptḥp, le détenteur du titre.“. (deutsch: „Diese Vasen erwähnen nicht den Namen Ptah (...), sondern es handelt sich um den Namen Nj-ḥptḥp, den Inhaber des Titels.“) Die Lesung des Namens kann daher derzeit nicht als gesichert gelten. Selbst ein Bezug zu Ptah wird wie bei Sydney H. Aufrère in Frage gestellt.

## Familie
Über Pehen-Ptahs Familie ist nichts bekannt.

## Titel
Pehen-Ptah führte während seiner Amtszeit folgende Titel:
- Hem-netjer Ptah („Gottesdiener des Ptah“)
- Shefed-netjeru („Stirnbinde der Götter“)
- Medjeh-qesenu („Meister der Skulpteure“)
- Afet-nebui („Schöpfer der Königsvasen“)

Pehen-Ptahs Titel Medjeh-qesenu ist in der Frühzeit häufig belegt, der Titel Afet-nebui taucht während der 2. Dynastie vermehrt auf (so zum Beispiel bei seinem Zeitgenossen Ruaben). Ungewöhnlich, wenn nicht einzigartig, ist sein Titel Shefed-netjeru, der auf einer Gefäßaufschrift in Verbindung mit dem Sedfest (Hebsed) erscheint.

## Amtszeit
Da ein Sedfest für gewöhnlich erstmals im 30. Regierungsjahr eines noch lebenden Herrschers gefeiert wurde, ist Pehen-Ptahs Amtszeit chronologisch schwer einzuordnen. Nur von zwei frühen Herrschern ist eine so lange Regierungszeit bekannt: Ninetjer, der in der Mitte der 2. Dynastie regierte, und eventuell König Djoser, dem mutmaßlichen Begründer der 3. Dynastie.